# マヒト
株式会社マヒトは、埼玉県春日部市に本社を置く印刷会社である。

## 概要
2010年7月に株式会社マヒトを設立。名刺を始めはがき・封筒など紙製品全般を扱う印刷通販サイト「マヒトデザイン」を運営している。
2010年11月にオンライン上でデザインが作成できる「デザインメーカー」を公開。Adobe Illustratorなどのソフトウェアを持たないユーザー向けに展開している。
2012年7月に法人向け名刺発注サービス「クラウド法人名刺」を開始。名刺作成から発注までの手続きがすべてオンライン上で完結し、名刺発注業務を効率化できる。同年10月に事業拡大のため、埼玉県春日部市牛島に移転。
2014年4月にスマートフォン用カレンダー作成アプリ「MAHITO（マヒト）」の提供を開始。スマートフォンで撮影した写真から世界で一つだけのカレンダーが作成できる。翌年2月にサービスを終了した。
2015年8月にロゴの制作・販売サービス「LOGO GORO（ロゴごろ）」を開始。同社のデザイナーがロゴを制作する「ロゴごろFACTORY（ロゴごろファクトリー）」と個人間でロゴの売買が行える「ロゴごろSTORE（ロゴごろストア）」の2つのサービスを展開。2017年6月にサービスを終了した。2015年10月にデュプロのカッタークリーサー「DC-746」を導入。
2016年11月に「デザインメーカー 2」を公開。デザインメーカーで用いられていたAdobe Flashの開発と配布の終了に伴い、システムをHTML5に移行した。同年12月に富士フイルムビジネスイノベーションのプロダクションプリンター「Versant 180 Press」を導入。
2019年7月に名刺の年間発注枚数が8,000万枚を突破。2020年5月にデジタル素材マーケットプレイス「PIXTA（ピクスタ）」と連携を開始。同社のデザインメーカーでPIXTAの画像素材が無料で利用できる。2021年1月にコニカミノルタのデジタル印刷システム「AccurioPress C14000」を導入。
2023年9月に更なる事業拡大のため、埼玉県春日部市米島に移転。
2025年7月に推し活向け印刷通販サイト「おたマヒト」を公開。「好きをかたちにする印刷屋」をテーマに、缶バッジや同人誌などの印刷物を取り扱っている。